# Greimold Wulp
Greimold Wulp (bl. 14. Jahrhundert) war von 1368 bis 1377 Propst des Klosterstifts Berchtesgaden.
Über Wulps Leben und Wirken ist derzeit nur wenig bekannt, auch nichts darüber, ob und inwieweit er mit seinem Nachfolger Ulrich I. Wulp verwandt ist.
Greimold Wulp unterstand als Propst des Berchtesgadener Klosterstifts noch der Metropolitangewalt des Erzbistums Salzburg. Erst 1455 konnte sich das Stift davon befreien und war danach in geistlichen Dingen allein dem Papst unterstellt. Aber die weltliche Eigenständigkeit der Stiftspropstei begann sich bereits seit 1294 durch die Erlangung der Blutgerichtsbarkeit für schwere Vergehen zu manifestieren.
So vermochte Greimold Wulp auch beim Salzburger Erzbischof Pilgrim II. von Puchheim zu erwirken, dass nach einer vertragswidrigen Zurückweisung seiner Berchtesgadener Untertanen künftig jedes fünfte Schiff mit dem pröpstlichen Schellenberger Salz beladen werden durfte – ein Hinweis darauf, wie hoch inzwischen die Salzproduktion innerhalb der Stiftspropstei gestiegen war. Doch Wulp und seine Chorherren lebten offenbar in großem Luxus, so dass selbst ihre reichen Erträge nicht ausreichten. Die Schuldenlast erreichte eine „phantastische Höhe“, das Land verarmte zusehends. Dem suchte dann sein Nachfolger Ulrich I. Wulp gleich bei seinem Amtsantritt 1377 unter anderem mit einem Landbrief zu begegnen, worin er den leibeignen Untertanen die Güter und Lehen des Stifts zu erbrechtlichem Kauf anbot, allerdings unter der Bedingung, dass die Untertanen weiterhin ihren Lehensverpflichtungen nachzukommen hatten. Auch wenn hiervon ausgiebig Gebrauch gemacht wurde, vermochte das allein die Finanzen jedoch längst nicht zu sanieren.